# 覆盖 (旗帜)
覆盖是纹章学及旗幟學术语，意为在旗帜上再加上别的标志 。例如，澳大利亚国旗就是在英国的蓝船旗的基础上在fly一侧（长方形旗面的远旗杆一侧）加上了南十字座的星图而成。
在旗帜学术语中，英文“deface”一词并无负面含义，并不像日常用法中的“deface”一词那样，带有“污损外观”之意。具体来讲，旗帜学中的“覆盖”（Defacement）指的就是在原旗帜基础上增加元素使得新旗帜能够被与旧旗帜区分开来的做法。例如，很多国家的政府旗就是在国旗的基础上加上了徽章以作区分。

## 历史
当国家经历意识形态变迁时（比如从君主制到共和制，从法西斯主义到民主制，从共产主义到资本主义以及从世俗到宗教等等），当权政府都会对其国家的民族遗产和文化传承表示认同，而对国家传统旗帜的尊重就是这种认同的表现之一。因此，新政府一般都会保持原国旗大体形制不变，但在其上增加表明自身特征的独特标志。历史上，因政权更迭而引发的国旗上的次要元素变更时有发生，其中以“覆盖”来完成旗帜修改的著名例子有：意大利、匈牙利、罗马尼亚、德国（东德和西德）、埃塞俄比亚以及伊朗。在1956年匈牙利革命和1989年羅馬尼亞革命中，暴动者都曾将当时的国旗上的象征着敌对政权的标志剪下，只留下国旗上表明民族身份认同的国家颜色。
另外，已经经过覆盖的国旗还可接受二次覆盖。例如，澳大利亚国旗首先是一面经过覆盖的英国蓝船旗，而澳大利亚边防旗（australian border force flag）便是在澳大利亚国旗的基础上又加了“AUSTRALIAN BORDER FORCE”（字母全部大写）几个词，是为第二次覆盖。
在美国，在美国国旗上用任何印章、图像、徽章以及广告来进行覆盖是违反国旗法（united states flag code）的行为，尽管如此，在美国还是能买到经过各种修改的美国国旗，这类国旗所添加的内容一般都是美国军队中的各个分支的徽章或者象征着美國原住民的标志，比如印第安戰斧或者战冠。
在足球领域中，球队支持者在去往国外观赛助威时在国旗上加上故乡地名或者其他地方身份标志的行为十分常见。

## 示例
| 覆盖前               | 覆盖后                   | 添加圖案                   |
| -------------------- | ------------------------ | -------------------------- |
| 中华人民共和国国旗   | 中华人民共和国海关关旗   | 中华人民共和国海关关徽     |
| 红旗                 | 中国共产党党旗           | 中国共产党党徽             |
| 葡萄牙国旗           | 澳門旗                   | 澳門盾徽簡單形             |
| 德國國旗             | 奥运会德国联队队旗       | 奥运五环                   |
| 德國國旗             | 德意志民主共和國國旗     | 德意志民主共和國國徽       |
| 匈牙利国旗           | 匈牙利人民共和国国旗     | 匈牙利人民共和国国徽       |
| 保加利亞國旗         | 保加利亞人民共和國國旗   | 保加利亚人民共和国国徽     |
| 罗马尼亚国旗         | 罗马尼亚人民共和国国旗   | 罗马尼亚人民共和国国徽     |
| 越南國旗             | 越南人民軍軍旗           | 越南語文字“決勝”           |
| 剛果人民共和國國旗   | 剛果國家人民軍軍旗       | 法語文字“剛果人民共和國”   |
| 阿根廷民用旗         | 阿根廷國旗               | 五月太阳                   |
| 多明尼加共和国民用旗 | 多明尼加国旗             | 多明尼加国徽               |
| 委内瑞拉国旗         | 委内瑞拉政府旗           | 委内瑞拉国徽               |
| 危地马拉国旗         | 危地马拉总统用旗         | 5颗黄色五角星              |
| 突尼西亞國旗         | 突尼西亞總統用旗         | 阿拉伯語文字“為了祖國”     |
| 法國國旗             | 自由法國國旗             | 洛林十字                   |
| 藍船旗               | 澳大利亚国旗             | 南方十字                   |
| 澳大利亚国旗         | 澳大利亚边防部队旗       | 英語文字“澳大利亚边防部队” |
| 藍船旗               | 香港旗                   | 香港徽號                   |
| 日本國旗             | 大日本帝國陸軍皇道派旗幟 | 日語文字“尊皇討奸”         |
| 意大利國旗           | 意大利社會共和國戰鬥旗   | 法西斯意大利徽章           |